# 释明学
释明学（1923年2月—2016年12月2日），俗名冯祖慎、法号明学，男，浙江湖州人，原苏州灵岩山寺方丈、当代净土宗泰斗。

## 生平
明学法师为浙江湖州人，早年曾在湖州中学就读。他于1945年在上海太平寺贩依真达法师。此后前往灵岩山寺。1948年在普陀山三圣堂依真达法师出家，并于同年在宝华山隆昌寺受具足戒。1949年曾赴福州舍利院随慈舟法师学习戒律，同年回到灵岩山寺。他曾任灵岩山寺司账、副寺、监院等职，1956年赴中国佛学院学习。1959年毕业后，回灵岩山寺继续担任监院。文化大革命期间，他被下放到苏州天平果园劳动改造。文革结束后，明学法师于1979年底被请回灵岩山寺。1980年起出任方丈，并主持创办了中国佛学院灵岩山分院。
明学法师曾任中国佛教协会副会长、咨议委员会主席，江苏省与苏州市佛教协会会长，宁夏回族自治区佛教协会名誉会长，江苏省政协委员，苏州市人大代表等职。
2016年12月2日，明学法师在灵岩山寺圆寂，终年94岁。